# Brita Wessinger
Brita Ulla Margareta Wessinger, född 26 september 1953 i Sollefteå församling, Västernorrlands län, är en svensk politiker (miljöpartist). 

## Biografi
Brita Wessinger föddes 1953 i Sollefteå församling. Hon är ordförande för Miljöpartiet i Sollefteå. Wessinger är ledamot av partistyrelsen i Miljöpartiet.